# Josué Filipe Soares Pesqueira
Josué Filipe Soares Pesqueira (Ermesinde, 17 de setembro de 1990) é um futebolista português que atua como médio ofensivo. Atualmente, joga pelo Coritiba.

## Carreira

### Primeiros anos
Josué ingressou nas categorias de base do Porto aos nove anos de idade. Passou as duas primeiras temporadas como júnior por empréstimo, tanto em Portugal como no estrangeiro, representando sucessivamente o Covilhã e o Penafiel em Portugal, e o VVV Venlo na Holanda.
No verão de 2011, Josué foi liberado pelo Porto com apenas duas partidas oficiais, ambas na Taça da Liga, assinou com o Paços de Ferreira. Ele fez sua estreia na Primeira Liga em 17 de setembro, jogando os 90 minutos completos em uma derrota por 1 a 0 fora de casa contra o Nacional da Madeira. Em seu segundo ano, ele contribuiu com 23 partidas no campeonato, sendo 18 como titular, já que o clube terminou em terceiro lugar, o melhor de todos os tempos, e se classificou para a Liga dos Campeões da UEFA, e foi escolhido como Melhor Jogador Jovem da competição no processo.

### Retorno ao Porto

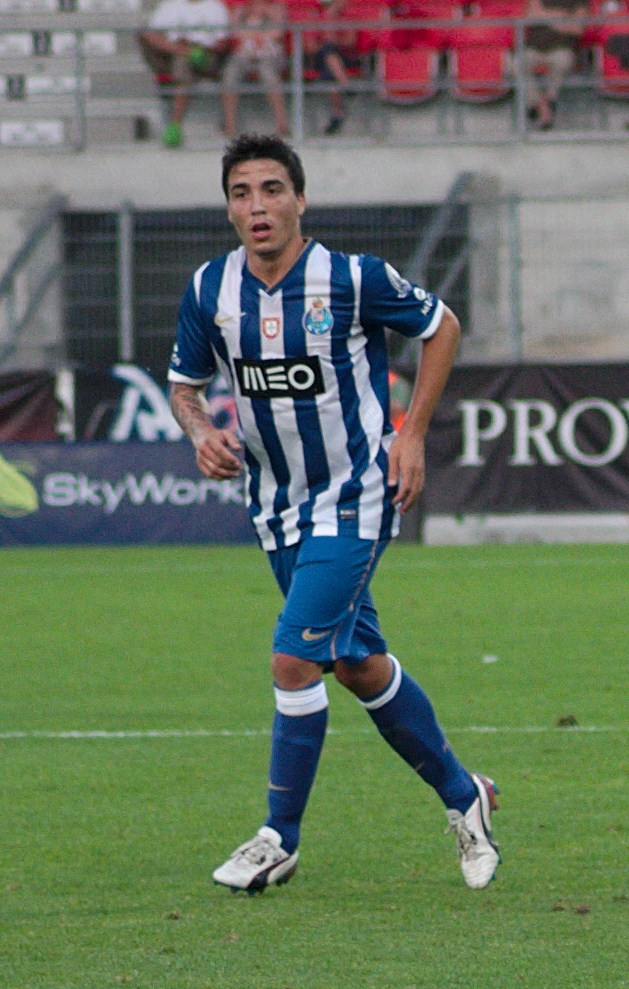
Josué em campo pelo Porto em 2013

Josué concordou em retornar ao antigo time, o Porto, em 29 de maio de 2013, assinando um contrato de quatro anos e se mudando ao lado do técnico Paulo Fonseca. Em 10 de agosto, ele ganhou seu primeiro título no clube, entrando como substituto na vitória por 3 a 0 sobre o Vitória de Guimarães na Supertaça Cândido de Oliveira daquele ano, marcou seu primeiro gol pelo novo time uma semana depois, começando e marcando de pênalti na vitória por 3 a 1 sobre o Vitória de Setúbal.
Considerado excedente aos requisitos do Porto como praticamente todos os jogadores portugueses, Josué passou 18 meses emprestado ao Bursaspor . Ele fez sua estreia na Süper Lig em 30 de agosto de 2014, entrando como substituto tardio em uma derrota em casa por 2 a 0 para o Galatasaray, e ajudou a equipe a chegar à final da Copa da Turquia , contribuindo notavelmente com dois gols na derrota fora de casa por 3 a 2 para o Samsunspor na fase de grupos em 24 de dezembro de 2014. Em 26 de janeiro de 2016, ele retornou à sua terra natal e foi emprestado ao SC Braga pelo resto da temporada, marcando contra seu clube de origem na partida decisiva da Taça de Portugal , que foi vencida nos pênaltis para seu primeiro título desse tipo em meio século.
Em 23 de agosto de 2016, Josué retornou à Turquia, juntando-se ao Galatasaray por um empréstimo de uma temporada. Ele marcou seu primeiro gol pela equipe de Istambul em 25 de dezembro, fechando uma vitória em casa por 5 a 1 contra o Alanyaspor seis minutos após substituir Eren Derdiyok.

### Ankaraspor e Akhisarspor
Josué deixou o Porto em agosto de 2017, assinando um contrato de dois anos com o Ankaraspor (na época Osmanlispor) novamente na primeira divisão da Turquia. Ele foi dispensado em dezembro e retomou sua carreira em julho seguinte com um acordo de mesma duração no Akhisarspor. Seu time terminou com o vice-campeonato na Copa da Turquia contra seu ex-clube Galatasaray, com ele marcando em ambas as partidas de uma vitória agregada de 5 a 2 sobre o Kasımpaşa nas quartas de final. Em junho de 2019, no entanto, após ser rebaixado , ele rescindiu seu contrato com o clube.

### Hapoel Be'er Sheva
Em setembro de 2019, Josué assinou com o Hapoel Be'er Sheva do campeonato israelense por dois anos, juntando-se ao compatriota Miguel Vítor. Mais tarde, acompanhado por David Simão, eles venceram a Copa do Estado em sua primeira temporada, com ele marcando nas semifinais contra o Bnei Yehuda Tel Aviv em 10 de junho e na vitória por 2 a 0 na final sobre o Maccabi Petah Tikva em 13 de julho.
Josué e Vítor reduziram seus salários pela metade em maio de 2020 para permanecer em Israel por mais um ano. Dez meses depois, ele renovou seu contrato por mais uma temporada.

### Legia Varsóvia
Em 21 de junho de 2021, Josué se juntou ao campeão polonês da Ekstraklasa, Legia Varsóvia, em um contrato de dois anos.  Ele e seu compatriota Yuri Ribeiro venceram da Copa da Polônia de 2022-23, derrotando o Raków Częstochowa por 6–5 nos pênaltis. Josué marcou 12 gols em 32 jogos na temporada 2022–23, quando o time da capital ficou em segundo lugar para o Raków Częstochowa, adicionando sete assistências e sendo eleito o Meio-campista da Temporada da liga e também indicado para Jogador da Temporada, que foi para Kamil Grosicki. Em 29 de outubro daquele ano, ele marcou um hat-trick na vitória por 5 a 2 no Jagiellonia Białystok, suas atuações lhe renderam uma renovação no contrato de um ano.
Em 5 de outubro de 2023, Josué foi preso pela polícia holandesa ao lado do companheiro de equipe Radovan Pankov após uma altercação com a equipe de segurança após uma partida contra o AZ Alkmaar na fase de grupos da Liga Conferência da UEFA, eles foram liberados no dia seguinte sem acusação. Em 14 de dezembro, ele ajudou Blaž Kramer na partida de volta para uma vitória em casa por 2 a 0, garantindo a qualificação como segundo. o dia seguinte, a UEFA cobrou do AZ uma multa de € 40.000 por não fornecer segurança para o time polonês no AZ Stadium.
Em maio de 2024, Josué foi novamente indicado ao prêmio de Meio-campista da Temporada da Ekstraklasa. Pouco depois, ele anunciou no Instagram que deixaria o clube em 30 de junho, quando seu contrato acabasse. Durante sua última aparição pelo Legia, os torcedores exibiram uma faixa com as palavras em português : “Obrigado, capitão!”. Os torcedores se reuniram no estádio para gritar seu nome e, quando ele saiu de campo aos 90 minutos, eles o homenagearam com uma ovação de pé. Ele deu assistência para os dois gols na vitória por 2 a 1 sobre o Zagłębie Lubin e, mais tarde, se aproximou da arquibancada Żyleta com sua filha para agradecer aos torcedores, sua saída foi devido à relutância do conselho de administração, principalmente do diretor esportivo Jacek Zieliński, em lhe entregar um novo contrato. A decisão, anunciada três semanas antes do final da temporada, foi recebida com ressentimento pelos adeptos do clube, tendo o treinador Gonçalo Feio também se distanciado da mesma.

### Coritiba
Em 15 de agosto de 2024 foi contratado pelo Coritiba. Contribuiu com um gol e duas assistências na Série B de 2024. Sua primeira participação foi na derrota contra o Operário Ferroviário por 2 a 1, onde deu uma assistência para que Zé Gabriel marcasse o gol do time alviverde, seu primeiro gol foi na derrota contra a Chapecoense por 2 a 1. Em 5 de abril de 2025, marcou o gol da vitória na estréia do clube contra o Vila Nova por 1 a 0; dedicou o gol a sua sogra Isabel Fonseca que estava sob cuidados paliativos devido a um câncer, infelizmente viria a morrer depois. Em 26 de abril, marcou um dos gols da vitória da sua equipe sobre o Operário Ferroviário por 2 a 0, tornando-se assim uma peça fundamental na equipe.

## Títulos

### Equipa
Legia
- Supercopa da Polônia: 2023[35]
- Copa da Polônia: 2022-23[36]

Hapoel Be'er Sheva
- Copa do Estado de Israel: 2019-20[16]

Akhisarpor
- Supercopa da Turquia: 2018[37]

SC Braga
- Taça de Portugal: 2015-16[8]

FC Porto
- Supertaça Cândido de Oliveira: 2013